# 慈山站
慈山站（：／ Chasan yŏk */?）是朝鮮民主主義人民共和國平安南道顺川市慈山里的一個鐵路車站，属于平罗线。

## 历史
- 1928年10月5日，开通使用，当时为平元线的一部分。

## 邻近车站
平罗线
鳳鶴站 - 慈山站 - 顺川站